# Charles Marion Russell
 (novembre 2024).
 (novembre 2024).
Si vous disposez d'ouvrages ou d'articles de référence ou si vous connaissez des sites web de qualité traitant du thème abordé ici, merci de compléter l'article en donnant les références utiles à sa vérifiabilité et en les liant à la section « Notes et références ».
Pour les articles homonymes, voir Charles Russell et Russell.
Charles Marion Russell (1864 à Saint-Louis, Missouri - 1926) est un des plus grands peintres de l'ouest américain. Russell a peint plus de 2 000 tableaux représentant les cow-boys, les Amérindiens et les paysages du Far West de la fin du XIXe siècle.

## Biographie

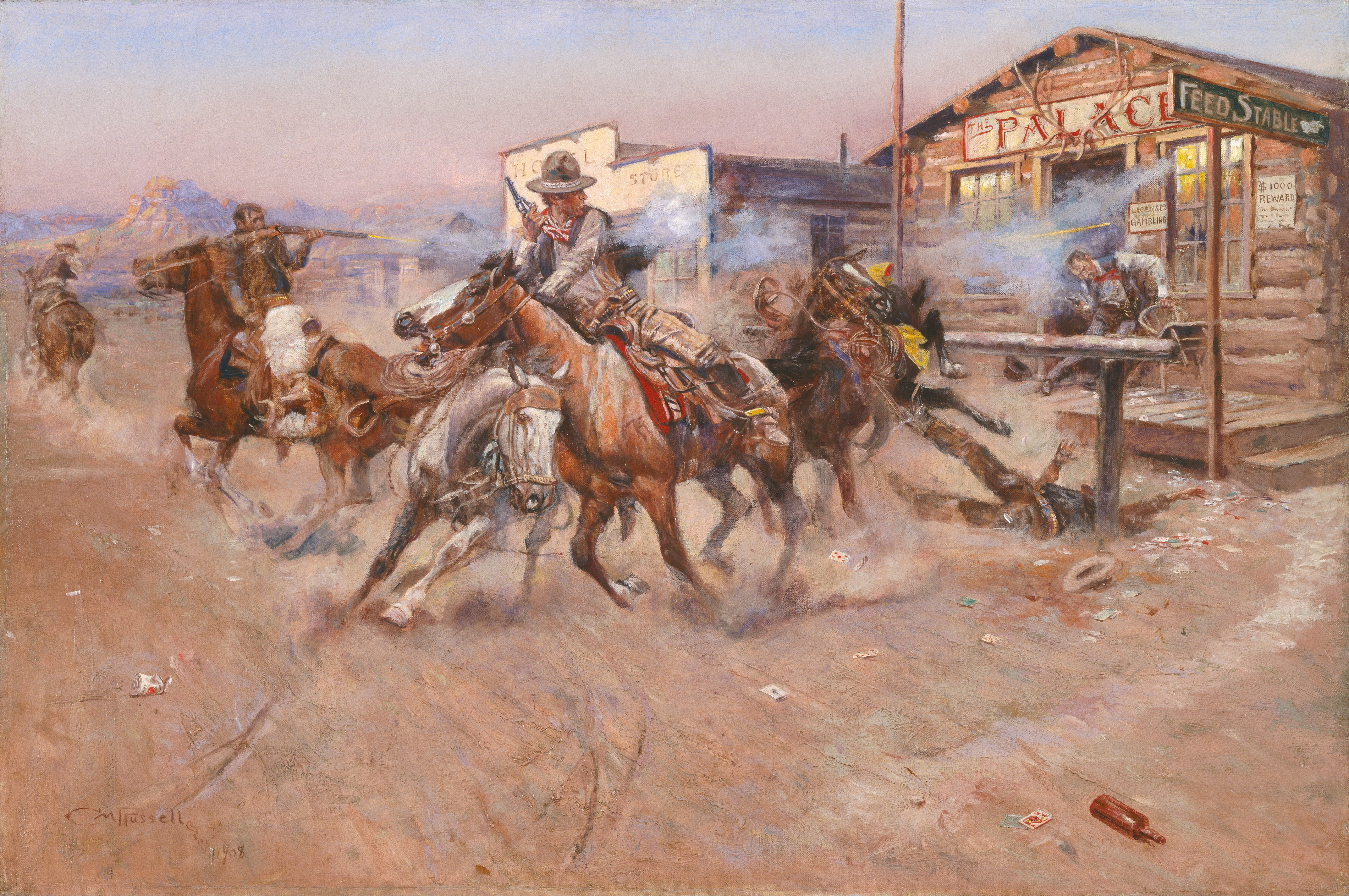
Smoke of a .45, 1908, Musée Amon Carter, Fort Worth (États-Unis)

L'art a toujours fait partie de la vie de Russell. Enfant déjà, il réalisait des croquis et essayait de reproduire sur papier des animaux. Il manifestait un grand intérêt pour l'Ouest sauvage et pouvait passer des heures à lire les récits des explorateurs et des trappeurs qui passaient par le Missouri.
Né dans une famille extrêmement pauvre, il la quitte à l'âge de 16 ans et se rend dans le Montana afin de travailler dans un ranch où il élève des moutons.

## Vie privée
En 1896, à l'âge de 32 ans, il rencontre Nancy Cooper, alors âgée de 18 ans, qu'il épouse le 9 septembre 1896. En 1897, ils partent de Cascades[pas clair] vers Great Falls dans le Montana où Russell passera le reste de sa vie.

## Œuvres
- When the Land Belonged to God, 1914 (voir œuvre)
- For Supremacy, 1895 (Intertribal warfare among the Blackfeet, Crow, and Sioux ; voir œuvre)
- The Tenderfoot, 1900 (voir œuvre)
- Smoke of a .45 (A shootout at a saloon ; voir œuvre)
- Loops and Swift Horses Are Surer than Lead (Cowboys in Montana catch a bear harassing the herd.) (voir œuvre)
- Lewis and Clark on the Lower Columbia (voir œuvre)
- Herd Quitters (voir œuvre)
- War Council on the Plains (voir œuvre)
- To The Victor Belongs The Spoils (voir œuvre)
- In Without Knocking, 1909 (voir œuvre)